# Odyseja

Początek Odysei w języku greckim klasycznym

Odyseja (gr. Ὀδύσσεια Odysseia) – epos grecki, przypisywany Homerowi, oparty na antycznej ustnej tradycji epickiej i spisany przypuszczalnie w VIII wieku p.n.e.
Odyseja była przez Homera śpiewana wierszem, tzw. heksametrem. Składa się z 24 ksiąg (pieśni), nie jest to jednak podział oryginalny, został wprowadzony w epoce hellenistycznej przez gramatyków aleksandryjskich. Pierwsze cztery pieśni (notabene uważane za osobny, słabszy utwór, dołączony przez Homera do oryginalnej epopei) są poświęcone wędrówce Telemacha, syna Odyseusza, któremu z kolei poświęcone są dalsze pieśni.
W połowie III w. p.n.e. poemat został przetłumaczony na łacinę przez Lucjusza Liwiusza Andronika. Tłumacz przy przekładaniu użył oryginalnego metrum italskiego – wiersza saturnijskiego. Był to pierwszy przekład w literaturze europejskiej. Odyseja przedstawia wiele szczegółów dotyczących wojny trojańskiej, w tym jej zakończenia.

## Treść utworu

### Przedstawienie
Odyseja zaczyna się po zakończeniu dziesięcioletniej wojny trojańskiej. Odyseusz ciągle nie wraca do domu z wojny. Jego syn Telemach ma 20 lat i dzieli dom ze swą matką Penelopą i służbą. W domu przebywa też 108 natarczywych zalotników, ubiegających się o rękę Penelopy (i związane z tym nadzieje na tron).
Opiekunka Odyseusza Atena rozmawia o jego przeznaczeniu z najważniejszym z bogów Zeusem w momencie, gdy Posejdona (boga niechętnego Odyseuszowi) nie ma na Olimpie. Po tym Atena w przebraniu nawiązuje kontakt i przekonuje Telemacha, aby poszukał nowych wieści o swym ojcu. On ofiarowuje bogini gościnność i razem obserwują zalotników, podczas gdy bard przygotowuje dla nich pieśń.
Tej nocy Atena przebrana za Telemacha znajduje załogę i statek dla prawdziwego Telemacha. Następnego poranka Telemach zwołuje ludzi Itaki, aby uzgodnić co zrobić z zalotnikami Penelopy. Razem z Ateną (tym razem przebraną za jego przyjaciela) wyruszają do posiadłości Nestora, znanego greckiego wojownika, który mieszka w Pylos. Będąc tam Telemach jedzie z Pizystratem (synem Nestora) do Sparty, gdzie znajduje Helenę i Menelaosa. Mówią mu, że wrócili z długiej podróży do Egiptu. Po drodze spotkali starego boga mórz Proteusza, który powiedział mu, że Odyseusz jest trzymany przez Kalipso.

### Cyklop

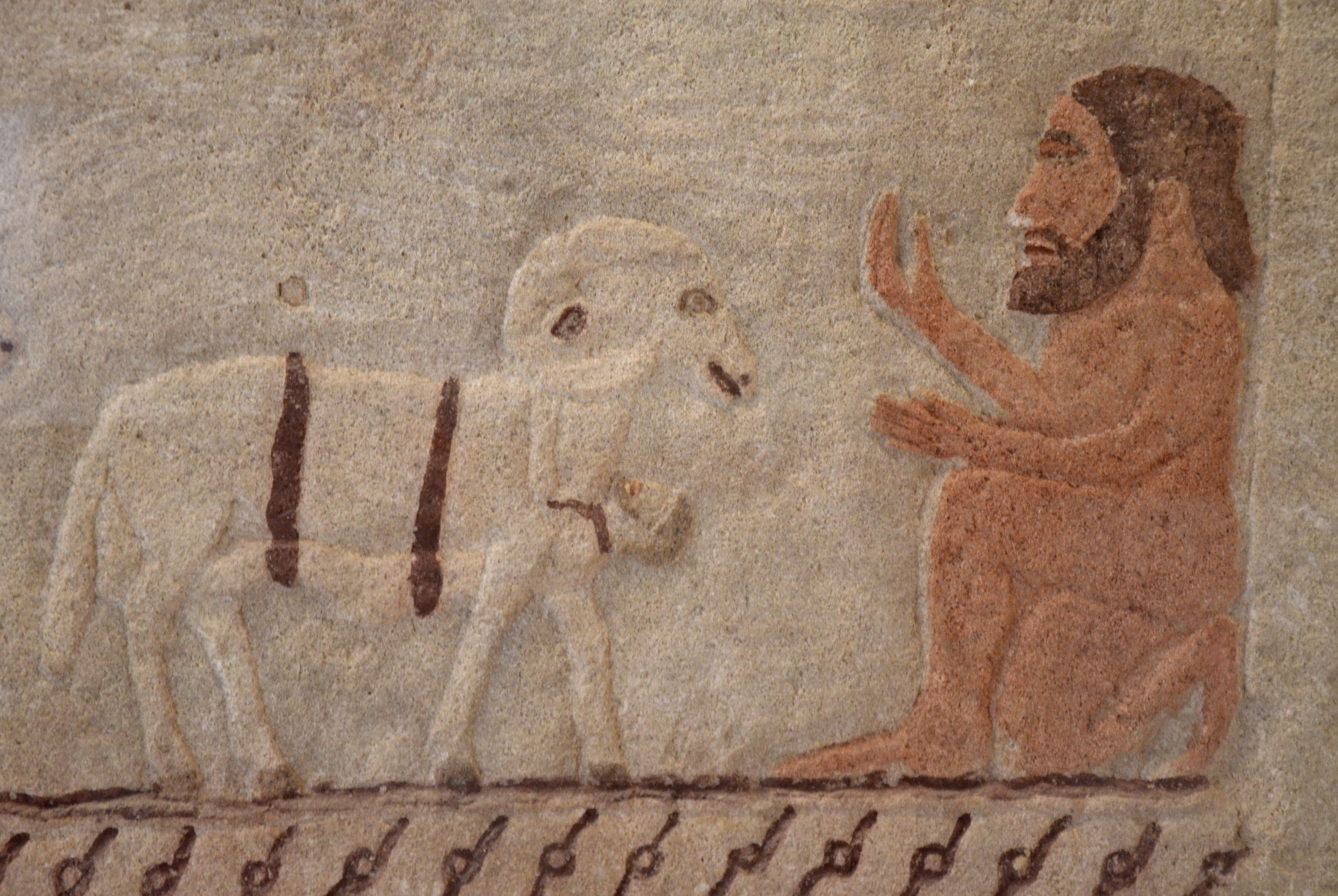
Odyseusz wymykający się z jaskini Polifema. Malowidło na sarkofagu z I połowy V wieku p.n.e., odnalezionego na Cyprze w pobliżu starego Pafos (Palepafos), obecnie w muzeum w Kukli

Później opowiedziana jest historia Odyseusza. Podczas swojego powrotu do domu po wojnie trojańskiej Odyseusz trafia na wyspę cyklopa Polifema. Cyklopi są niecywilizowanymi olbrzymami z jednym okiem. Odyseusz wraz ze swoimi ludźmi wchodzi do jaskini olbrzyma. Gdy Polifem wraca, nie pozwala im odejść z jaskini zasłaniając wejście głazem. Potem, rozrywa i zjada parę osób z załogi. Odyseusz próbuje zabić Polifema mieczem, ale wie, że tylko cyklopi są na tyle silni, aby poruszyć głaz blokujący wejście do jaskini. Mając na celu dobro załogi, szybko obmyśla plan ucieczki. Mówi on Polifemowi, że nazywa się „Nikt” i daje mu do wypicia wino. Pijany olbrzym zasypia. Odyseusz z załogą znajdują drewniany słup (który był używany jako podpora), podpala go w ogniu i uderza nim Polifema w oko, oślepiając go. Gdy Polifem krzyczy z bólu, inni cyklopi z wyspy odpowiadają na jego wezwanie. Będąc poza jaskinią pytają go, kto go zranił. Polifem odpowiada „Nikt mnie zabija” więc reszta cyklopów opuszcza go. Następnego ranka Polifem (ciągle ślepy) wypuszcza swoje owce z jaskini, ale sprawdza, czy nikt nie wsiadł na nie, upewniając się, że ludzie Odyseusza nie uciekli. Natomiast oni złapali się brzuchów owiec, żeby wydostać się z pułapki. Kiedy Odyseusz jest już na swoim statku, krzyczy do Polifema i mówi mu swoje prawdziwe imię. Zdenerwowany cyklop rzuca dużym głazem, prawie trafiając w statek. Potem w formie zemsty modli się do swego ojca Posejdona, aby Odyseusz nigdy nie dotarł do Itaki, a jeśliby jednak mu się to udało, to straci całą załogę, statek i zastanie dom w rozbiciu. Ostatnie słowa modlitwy stają się głównym wątkiem Odysei.

### Syreny
Podróż głównego bohatera do domu prowadzi go do wyspy syren. Syreny śpiewając pięknie, przyciągają do siebie żeglarzy, którzy zasłuchani kierują statki na skały. Odyseusz zatyka swoim ludziom uszy woskiem pszczelim, żeby nie usłyszeli śpiewu. Sam chce jednak wysłuchać śpiewu syren. Każe załodze przywiązać go do masztu, aby nie mógł pójść do syren, gdy usłyszy ich głos. Zgodnie z tym załoga uwalnia Odyseusza dopiero, gdy ten zaczyna zachowywać się spokojnie. Dopiero wtedy wyjmują wosk z uszu.

### Kalipso
Po odpłynięciu z obszaru wyspy syren Odyseusz trafia na wyspę Ogygia. Zamieszkuje ją nimfa Kalipso, która zakochana w Odyseuszu, zmusza go, aby został z nią – trwa to 7 lat. Później Hermes przychodzi do Kalipso mówiąc, iż bogowie powiedzieli, że ma uwolnić Odyseusza. Kalipso obiecuje Odyseuszowi nieśmiertelność, jeśli zostanie, ale on postanawia wrócić do swojej żony Penelopy. Następnie buduje tratwę i opuszcza wyspę.

### W kraju Feaków

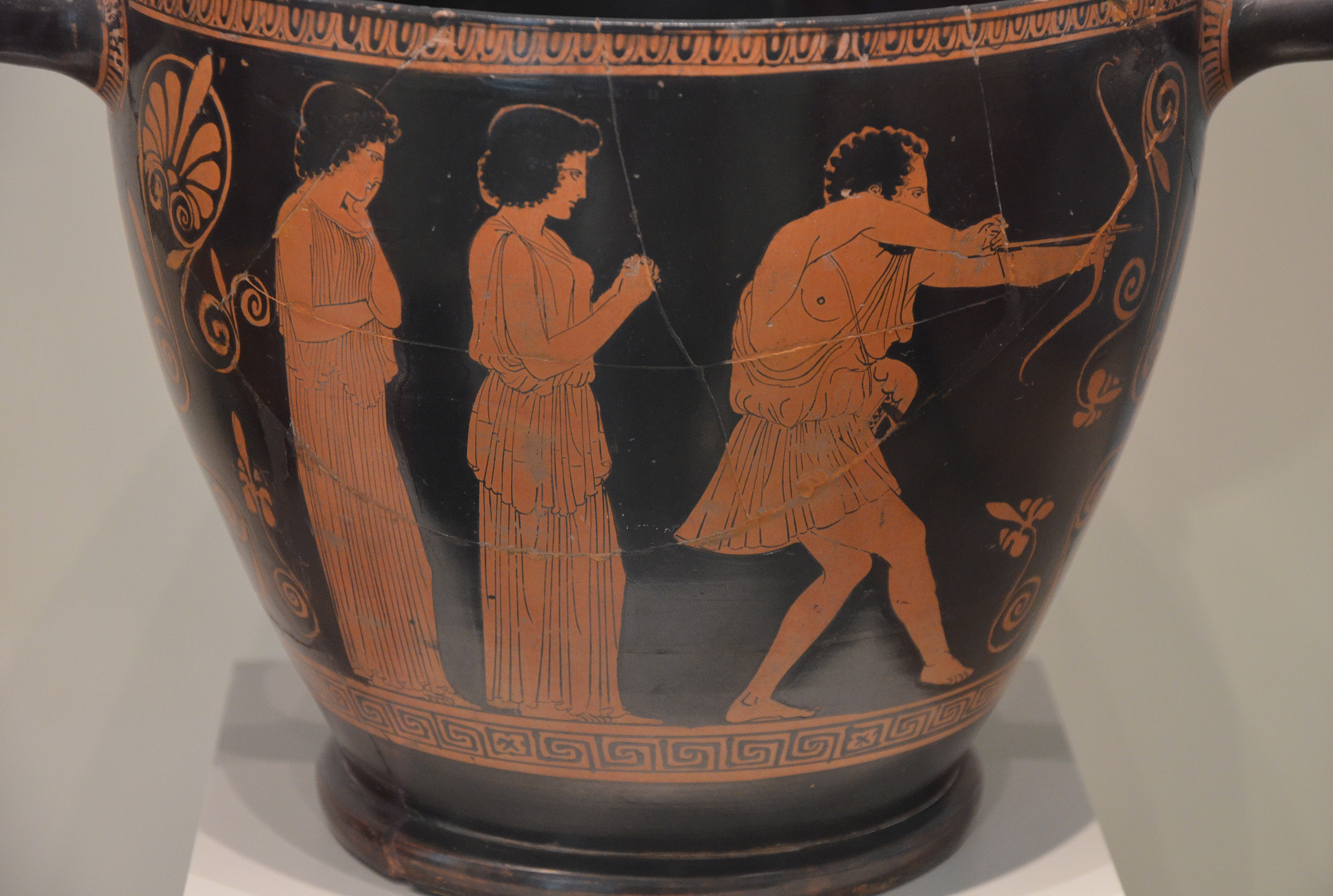
Odyseusz strzelający do zalotników Penelopy. Skyfos z ok. 440 p.n.e., Muzeum Pergamońskie

Po morskiej burzy, Odys trafia na wyspę Feaków. Tam spotyka go Nauzykaa, która zabiera go do pałacu jej ojca, króla Alkinoosa. Podczas pobytu u króla Odyseusz opowiada swoje przygody z podróży po wojnie trojańskiej, po czym Alkinoos daje Odyseuszowi statek i wysyła go do jego rodzinnego kraju, Itaki.
Przez cały czas Penelopa trzymała zalotników z dala od siebie. Obiecała, że wybierze jednego z nich, gdy skończy tkać sukno pogrzebowe dla teścia. Jednakże każdej nocy rozpruwa pracę z poprzedniego dnia.

### Powrót do domu
Odyseusz ostatecznie wraca do Itaki, gdzie Atena zamienia go w żebraka. Idzie on do swojego domu i spotyka swego syna Telemacha, który jako pierwszy rozpoznaje go. Oprócz niego Odyseusz zostanie rozpoznany przez swoją piastunkę Eurykleję i przez psa Argosa. On i paru innych, bliskich Odyseuszowi mężczyzn zabijają zalotników, którzy zamierzali poślubić Penelopę i zyskać władzę nad jego królestwem. Później rodziny zalotników przychodzą, żeby się zemścić na Odyseuszu, lecz wówczas Atena dokonuje boskiej interwencji, wprowadzając pokój na wyspie.

## Przekłady na język polski
Odyseja została kilkakrotnie przełożona na język polski. Pierwszym przekładem była Odyssea Homerowska ku czci Ulissa Laertowicza z Itaki z 1815 roku Jacka Idziego Przybylskiego. Do najważniejszych tłumaczeń zaliczają się:
- Lucjana Siemieńskiego z 1873 roku
- Józefa Wittlina z 1924 roku (kolejne, poprawione wydania z 1931 i 1957 roku)
- Jana Parandowskiego z 1953 roku (przekład prozą)
- Roberta R. Chodkowskiego z roku 2020
- Antoniego Libery z roku 2024